# 64 (število)
64 (štíriinšéstdeset) je naravno število, za katero velja 64 = 63 + 1 = 65 - 1.

## V matematiki
- sestavljeno število.
- osmo kvadratno število {\displaystyle 64=8^{2}\,\!}.
- {\displaystyle 64=2^{6}\!\,}.
- deseto desetiško samoštevilo.

## V znanosti
- vrstno število 64 ima gadolinij (Gd).

## Drugo
- šahovnica ima 64 črno-belih polj.

### Leta
- 464 pr. n. št., 364 pr. n. št., 264 pr. n. št., 164 pr. n. št., 64 pr. n. št.
- 64, 164, 264, 364, 464, 564, 664, 764, 864, 964, 1064, 1164, 1264, 1364, 1464, 1564, 1664, 1764, 1864, 1964, 2064, 2164